# Isabella Locatelli
Isabella Locatelli (Vimercate, 23 ottobre 1994) è una rugbista a 15 italiana, terza linea ala del Colorno.

## Biografia
Terza linea ala che vanta l'australiano David Pocock tra le sue influenze rugbistiche, Locatelli entrò nel 2012 nel Monza, squadra con cui si aggiudicò lo scudetto nel 2014 e che, nei successivi due anni, giunse altrettante volte in finale pur venendo sconfitta.
Esordì in Nazionale femminile ad Avezzano a fine 2014 in occasione di un test match contro la Scozia vinto 27-3, sempre proponendosi come alternativa alle titolari Silvia Gaudino ed Elisa Giordano nei ruoli di mischia.
Contribuì alla qualificazione alla Coppa del Mondo di rugby femminile 2017 nel corso del Sei Nazioni 2016 e fu inclusa successivamente dal C.T. della Femminile Andrea Di Giandomenico nella rosa che prese parte alla competizione iridata in Irlanda, al termine della quale si classificò al nono posto assoluto.
Nel corso del Sei Nazioni una sua meta contribuì al 22-15 con cui l'Italia sconfisse il Galles a Cardiff, prima vittoria di sempre di una selezione azzurra al Millennium Stadium.
Dal 2021, dopo 9 stagioni di serie A al Monza, milita nel Colorno, e nel 2025 è stata convocata alla sua terza Coppa del Mondo consecutiva. 
È studentessa in economia all'università di Milano-Bicocca.

## Palmarès
- Campionati italiani: 1
Monza: 2013-14